# Ksar El Abtal
Ksar El Abtal est une commune de la wilaya de Sétif en Algérie.